# 房谟
房谟，字敬放，北魏、东魏、北齊官员，河南洛阳人，其先祖代人。
房谟本姓屋引氏，屋引氏是高车族人，北魏孝文帝改革，屋引氏改为房姓。房谟为人淳厚，深沉敏慧。正光末年，历任昌平郡、代郡太守，为官清廉惠。六镇之乱，房谟率郡人入九峥山，结营拒守。因外无救援，率所部逃到中山。鲜于修礼之乱，朝廷以房谟为假燕州事。至幽州南，被鲜于修礼所擒，后来陷于葛荣。葛荣战败，尔朱荣授任他为行冀州事。改为太宁郡太守。尔朱荣死后，其党征调军队，房谟不应，前后斩杀三使。派遣弟弟房毓朝觐魏孝庄帝，皇帝以房毓为都督，房毓弟房钦为行台，一起持节去见房谟，同为经略。尔朱兆攻陷洛阳，尔朱党建州刺史是兰安定把他擒获到州狱。蜀人听说房谟被囚，一起叛乱。是兰安定于是给房谟弱马，让他到军前慰劳。蜀人见房谟，莫不远望拜伏。尔朱世隆知道后，免其罪，以他为东北道行台。尔朱氏失败后，济州刺史侯景以房谟为降人之首。房谟因受恩尔朱氏，不从其计。
高欢入洛阳，房谟再任颍川郡太守。魏孝武帝入关，高欢派遣房毓为大使，持节劳问。房谟请求每事派遣一使，下面自会催办，朝廷听从。他被征为丞相右长史，前后被赐奴婢，大多被他释放，高欢其后再赐，都脸上刺房字再交给他。高欢讨关西，以房谟兼大行台左丞，长史如故，总知府省务。天平三年（536年），行定州事。请在左右拾遗补阙，不愿意去定州，高欢责备他之后作罢。不久，出任兖州刺史。严明法令，百姓得安。转任徐州刺史。为政如在兖州。他救助饥寒死病的州兵皆僚佐驱使，让他们休假洗沐，令作衣服，年终还家。梁使入其州境，都称赞他。高欢与诸州刺史写信，称道房谟及广平太守羊敦、广宗太守窦瑗、平原太守许季良等清廉能干。房谟建议高欢，与勋将联姻，以收将士之心。东魏河南数州，乡俗绢不值钱，征税的时候退绢一疋，征钱三百。房谟建议请钱绢都接受。征拜侍中，监国史。兼吏部尚书，加卫大将军。以儿子房子远有罪，免官。久后，复任本将军，起为大丞相左长史。后来担任晋州刺史，加骠骑大将军，又摄南汾州事。当地与西魏接境，士人多受西魏之官。他来临后，酋长、镇将及都督、守、令前后降附者三百余人。房谟用自己俸禄，安抚当地胡族，被高澄嘉赏，让他使用公物。龙门之北的西魏城戍被他招抚的土著讨平。高澄特赐粟千石，绢二百疋。在晋州去世，州府相帅所赠物品及车牛，妻儿遵其遗志，拒而不纳。赠司空，谥文惠。
房谟与给儿子定亲卢氏，房谟死后，卢家将女儿改嫁他姓。有平阳廉景孙，以明经举郡孝廉，去官府投诉，官府不处理。廉景孙于是用绳子要在树上上吊。卫士把他救下，朝廷命卢氏女嫁到房家。房谟前妻生的儿子房子远阴险刻薄，房谟不把他当儿子。当时人以为房谟被后妻卢氏欺骗，高欢也责备房谟。房谟说出房子远恶行。高欢不信，让房子远与自己的儿子一起学习，久后让他回家。房子远与任胄等计划杀害高欢，事发，高欢叹道知子莫若父。房谟死后，儿子房广嗣位。房广的弟弟房恭懿。

## 家族
- 房谟
  - 子：房子远
  - 子：房广（房广渊）
  - 子：房明允
  - 子：房恭懿，隋朝海州刺史
    - 孙：房彥雲
      - 曾孙：房玄基，唐朝倉部郎中
        - 玄孙：房元陽，唐朝水部郎中
        - 玄孙：房融
          - 房琯，字次律
          - 房璩，唐朝少府監
          - 房璋
          - 房瑜

        - 玄孙：房昶，唐朝中書侍郎

      - 曾孙：房玄靜，唐朝膳部郎中、清漳公
        - 玄孙：房肱
          - 房岳
          - 房巒，唐朝都水使者
          - 房陟
          - 房武，唐朝興元少尹
          - 房式，唐朝宣歙觀察使
          - 房岱
          - 房密，唐朝諫議大夫
          - 房喦
          - 房岡
          - 房垂[2]

  - 子：房宣慈
- 弟：房毓，都督
- 弟：房钦，行台
- 弟：房虎，又名房庆、房严，北周使持节、大都督、大将军、开府仪同三司、光禄大夫、太子太傅、太师、恂长恒四州刺史、平阳公
  - 侄：房渊，为北周直阁将军、隋朝豫章郡守、安政公
    - 侄孙：房崱，隋朝光禄少卿

  - 侄：房兆，隋朝使持节、大将军、行军总管、徐州总管、柱国、莱州、徐州二州刺史，梁幽夏朔等十七州诸军事、金紫光禄大夫、平高郡公